# 多治比縣守
多治比 縣守（たじひ の あがたもり）は、奈良時代の公卿。左大臣・多治比嶋の子。
養老の遣唐使（717年-718年）で遣唐押使として渡唐を果たしたのち、按察使・征夷将軍などを歴任して地方行政に従事する。 神亀6年（729年）の長屋王の変に際して臨時の参議になると、藤原四子政権で昇進し正三位・中納言に至った。

## 経歴
生年が明記された史料はないが、『公卿補任』にある「天平9年（737年） 薨、年七十」との記述に拠れば天智天皇7年（668年）生まれとなる。多治比氏は宣化天皇を出自にもち、父・嶋は左大臣を務めるなど、当時の名門家であった。

### 遣唐押使として渡唐
慶雲2年（705年）従六位上から三階昇進して従五位下に叙爵する。元明朝では、和銅4年（711年）従五位上、和銅8年（715年）正月には一挙に三階昇進して従四位下と順調に昇進し、同年5月には造宮卿に任ぜられ平城宮の造営を担当する。
元正朝に入り、霊亀2年（716年）8月に遣唐押使に任命され、翌霊亀3年（717年）3月に節刀を授けられる。渡唐行程についての詳細な記録はないが、おそらく同年6月～7月ごろに出発して、南路から長江河口部または杭州に着いたものと推定されている。長安に到着したのは同年の10月1日であった。このときの遣唐使一行には、留学生に阿倍仲麻呂・吉備真備・井真成らが、留学僧に玄昉などがおり、また使節団の要員も前回（大宝2年〔702年〕）の倍以上である557人（船4隻）という大規模なものであった。養老2年（718年）10月に使節団は一人の犠牲者も出さずに無事帰国した。同年12月に県守は復命を果たし、翌養老3年（719年）正月には二階の昇叙を受けて正四位下となる。
その後武蔵国守に任ぜられると、同年7月には新設された按察使の一人として、相模国・上野国及び下野国を管轄する。まもなく播磨国按察使に転じる。

### 蝦夷征討
養老4年（720年）9月に陸奥国按察使（陸奥按察使）・上毛野広人が殺害され、史上初の大規模な蝦夷による反乱が発生した。当時の朝廷は、藤原不比等が8月に没して長屋王が政権を握ったばかりであったが、乱の報を受け迅速に対応する。翌日の9月29日には縣守は遣唐使使節団を率いた統率力と、東国の地方官（武蔵国守）を務めた経験を買われ、二度目の節刀を授けられて持節征夷将軍に任じられ、副将軍に任じられた下毛野石代、持節鎮狄将軍・阿倍駿河と共に反乱鎮圧のために東北地方へ遠征する。
按察使・上毛野広人殺害の状況を含むこの蝦夷の反乱の経緯は明らかでない。一方で、宮城県大崎市にある官衙遺跡の権現山遺跡・三輪田遺跡と南小林遺跡が火災によって廃絶していることが調査から明らかとなっており、反乱はこの大崎地方で起こり遺跡の焼失が発生したものと考えられる。反乱鎮圧はある程度の戦果を挙げたらしく、養老5年（721年）正月に県守は正四位上に昇叙され、4月には駿河と共に平城京へ帰還を果たした。同年6月中務卿に任ぜられて京官に復す。

### 長屋王の変
神亀6年（729年）2月に発生した長屋王の変に際して、左大弁・石川石足や弾正尹・大伴道足と共に臨時の参議に任ぜられ、乱後の3月に行われた叙位において従三位に叙せられ公卿に列す。その後も天平4年（732年）中納言、天平6年（734年）正三位と藤原四子政権下で順調に昇進する。また、同年8月に節度使が設置されると山陰道節度使に任じられて、因幡国・伯耆国・出雲国・石見国・安芸国・周防国・長門国の警固式（対外防衛マニュアル）を策定している。なおこの時に、先の遣唐使で副使として共に渡唐した藤原宇合も西海道節度使に任ぜられており、この節度使制度はこの遣唐使を通じて唐から伝わったとする意見もある。
天平7年（735年）入京した新羅使・金相貞に対して遣使の趣旨確認を行うが、国号を「王城国」に改称したと告知したため、無断で国号を改めたことに対して無礼と責め使者を追い返している。
天平9年（737年）6月23日薨去。享年70。最終官位は中納言正三位。当時大流行して藤原四兄弟も命を落とした天然痘を死因とする説もある。

## 官歴
『続日本紀』による。
- 時期不詳：従六位上
- 慶雲2年（705年） 12月27日：従五位下
- 和銅4年（711年） 4月7日：従五位上
- 和銅8年（715年） 正月10日：従四位下（越階）。5月22日：造宮卿
- 霊亀2年（716年） 8月20日：遣唐押使
- 養老2年（718年） 10月：帰国
- 養老3年（719年） 正月13日：正四位下（越階）。日付不詳：武蔵国守。7月13日：相模上野下野按察使
- 時期不詳：播磨按察使
- 養老4年（720年） 9月29日：持節征夷将軍
- 養老5年（721年） 正月5日：正四位上。6月26日：中務卿
- 神亀6年（729年） 2月11日：権参議。民部卿。3月4日：従三位
- 天平3年（731年） 8月11日：参議。11月22日：山陽道鎮撫使
- 天平4年（732年） 正月20日：中納言。8月17日：山陰道節度使
- 天平6年（734年） 正月17日：正三位
- 天平9年（737年） 6月23日：薨去（中納言正三位）

## 系譜
- 父：多治比嶋[17]
- 母：不詳
- 生母不詳の子女
  - 女子：藤原浜成室[18]
  - 女子：丹比郎女[19] - 大伴旅人室、大伴家持母?